# Itsudatte My Santa!
Itsudatte My Santa! (яп. いつだってＭｙサンタ Ицудаттэ май санта) — манга Кэна Акамацу. 7 декабря 2005 года по манге была выпущена двухсерийная OVA.

## Сюжет
По сюжету девочка по имени Май появляется перед мальчиком, который стал ненавидеть Рождество, так как он родился 24 декабря и его назвали Сантой. Это его и злит потому, что у него никогда не было праздника в честь дня рождения. С помощью силы Санта-Клауса, Май решает помочь ему.

## Персонажи

### Главные герои
Санта (яп. 参太) — одинокий мальчик, который ненавидит Рождество, потому что его день рождения как раз в сочельник. Из-за даты рождения его называют Санта. Его часто дразнят за это странное имя. Пока он рос, его родителей никогда не было рядом с ним. Его взгляд на Рождество меняется, когда он встречает Май.
Сэйю: Дзюн Камэй
Май (яп. マイ Май) — студентка в Академии Санта-Клауса. У неё возникают проблемы при использовании волшебства, так как она может заклинать только те предметы, название которых начинается с «Сан» (яп. サン Сан) на японском языке. Её послали к Сан-тяну, чтобы ободрить его, но в конечном счёте она влюбляется в него. Появляется в образе ученицы среднх классов. Позже, когда Сан-тян начинает верить в Санта-Клауса, Май получает достаточно Рождественской силы, чтобы вернуться во взрослую форму.
Сэйю: Ая Хирано

### Второстепенные персонажи
Маймай (яп. マイマイ Маймай) — младшая сестра Май, которая прибыла, чтобы жить с Май. Она повсюду следует за старшей сестрой. Кусает любого, кто мешает ей или сестре.
Сэйю: Юкари Тамура
Ширли (яп. シャリー Сяри:) — лучшая подруга и конкурентка Май. В отличие от Май она — элита в Академии Санта-Клауса. Ширли говорит «Gorgeous» всякий раз, когда использует волшебство, которое может заставить любые объекты расти до очень больших размеров.
Сэйю: Ю Кобаяси
Ноэль (яп. ノエル Ноэру) — преподаватель в Академии Санта-Клауса. Убеждала Май вернуться домой, чтобы продолжить обучение.
Сэйю: Томо Сакурай
Педро (яп. ペドロ Пэдоро) — олень.
Сайто Минако (яп. 斉藤美奈子 Минако Сайто)
Сэйю: Саэко Тиба

## Медия

### Манга
Манга состоит из одной главы и сериализовывалась в 4 и 5 номерах журнала Weekly Shonen Magazine за 1998.

### Аниме
В первом эпизоде сюжет следует манге, а во втором эпизоде OVA новая история. 25 января 2007 OVA лицензированна в США компанией FUNimation, и релиз в США был запланирован на 11 декабря 2007. Однако диски отозвали из продажи, обнаружив, что случайно указали на них заниженный возрастной рейтинг (TV-PG вместо TV-MA). FUNimation объявила, что планирует переиздание на курортный сезон 2008.

#### Список серий
| Список серий | Список серий                                                                                  | Список серий            |
| № серии      | Название                                                                                      | Трансляция в Японии     |
| ------------ | --------------------------------------------------------------------------------------------- | ----------------------- |
| 1            | Always My Santa! «Навсегда мой Санта» (いつだってＭｙサンタ！)                                | 7 декабря 2005 (на DVD) |
| 2            | Merry Christmas Again «С Рождеством Снова» (いつだってＭｙサンタ！～もう一度メリークリスマス) | 7 декабря 2005 (на DVD) |

### Музыка
За музыкальное сопровождение отвечает композитор Сакамото Хироси.
Начальная тема:
«Ｍｙ Ｌｏｖｅ» — исполняет Flowers 7
Завершающая тема:
«ｍｙ ｓａｉｎｔ» — исполняет Ая Хирано  (эп 1); '' (эп 2)
| №  | Название          | Исполнители  | Длительность |
| -- | ----------------- | ------------ | ------------ |
| 1. | «Get my own way»  | Ю Кобаяси    |              |
| 2. | «ＧＡＮＶＡＲＥ»  | Тамура Юкари |              |
| 3. | «To say goodbye»  | Сакурай Томо |              |
| 4. | «Samba de Santa!» | Little Non   |              |
| 5. | «Eternal miracle» | Flowers 7    |              |

## Различия между мангой и аниме
- В манге рассказывается только история Рождества, когда Санта встречает Мэй. Аниме добавляет второй эпизод с новой историей.
- В аниме введено много новых персонажей (Ширли, Маймай, и Ноэль), в манге — только двое, Санта и Май.